# Gen Seto
Gen Seto (* 1955 in der Präfektur Kanagawa, Japan) ist ein japanischer Film- und Theaterschauspieler.

## Leben
Seto schloss 1989 seine Ausbildung am Konservatorium Wien ab. Ab 1994 folgten erste kleinere Rollen in Kino- und Fernsehfilmen. 2001 war er im Film Die Männer Ihrer Majestät zu sehen. Im Biopic Netaji Subhas Chandra Bose: The Forgotten Hero übernahm er 2004 die Rolle des japanischen Botschafters in Berlin während des Zweiten Weltkriegs, General Ōshima Hiroshi. Im Jahr 2012 trat Seto in Sushi in Suhl als Dr. Hayashi auf. Von 2016 bis 2021 war er in der Hörspielserie Geisterjäger John Sinclair in der Rolle des Gegenspielers Shimada zu hören.
Seto spricht neben seiner Muttersprache auch fließend Deutsch, Englisch und Italienisch. Er lebt in Wien.

## Filmografie (Auswahl)
- 1994: Joint Venture
- 1995: Geschäfte (Fernsehfilm)
- 1996: Lisa und die Säbelzahntiger
- 1998: Fröhliche Chaoten (Fernsehfilm)
- 1999: In Heaven
- 2001: Die Gottesanbeterin
- 1999–2001: Julia – Eine ungewöhnliche Frau (Fernsehserie, zwei Folgen)
- 2001: Die Männer Ihrer Majestät (All the Queen’s Men)
- 2003: Dinner for Two (Fernsehfilm)
- 2004: Antares
- 2004: Netaji Subhas Chandra Bose: The Forgotten Hero
- 2005: Oktoberfest
- 2006: SOKO Kitzbühel – Tödliche Hände (Fernsehserie, eine Folge)
- 2007: Ich Chef, du nix (Fernsehfilm)
- 2008: Der Winzerkönig – Über die Grenze (Fernsehserie, eine Folge)
- 2011: Wie man leben soll
- 2012: SOKO Donau – Donauweibchen (Fernsehserie, eine Folge)
- 2012: Sushi in Suhl
- 2012: Trau niemals deiner Frau (Fernsehfilm)
- 2013: Zweisitzrakete
- 2015: Hubert und Staller – Die Japaner kommen (Fernsehserie, eine Folge)
- 2016: The Forest
- 2017: Burg Schreckenstein II – Küssen (nicht) verboten
- 2017: Stadtkomödie – Herrgott für Anfänger
- 2019: Das Traumschiff – Japan (Fernsehreihe)
- 2019: Treadstone (Fernsehserie, zwei Folgen)
- 2024: Canary Black

## Theater
- 1997–1998: Insalata mista (Volkstheater Wien)
- 1997–1998: Ein ungleiches Paar (Kammerspiele Wien, Theater in der Josefstadt)
- 1998–2006: Musical The King and I (Stadthalle Wien u. a.)
- 2003: Blond unter Aufsicht (Teamtheater München, Kosmos Theater Wien)
- 2005: Mitsuko – Liebe überwindet alle Grenzen (Museums Quartier Wien)
- 2005–2006: Die Räuber (Rabenhof Theater Wien)
- 2006: Das Land des Lächelns (Schlossfestspiele Langenlois)
- 2006–2007: Crackhouse of Horrors (Rabenhof Theater Wien)
- 2009: Die Partitur zur Krise (Depot Wien)